# Pseuduvaria macrocarpa
Pseuduvaria macrocarpa là loài thực vật có hoa thuộc họ Na. Loài này được William Burck miêu tả khoa học đầu tiên năm 1911 dưới danh pháp Meiogyne macrocarpa.
Năm 1912 Friedrich Ludwig Emil Diels mô tả loài Mitrephora versteegii. Năm 1915 Elmer Drew Merrill chuyển nó sang chi Pseuduvaria.
Rà soát năm 2006 của Yvonne C. F. Su và Richard M. K. Saunders thấy rằng chúng chỉ là một loài và đổi danh pháp thành Pseuduvaria macrocarpa.

## Phân bố
Loài này có triong khu vực từ Maluku đến New Guinea.